# SCAT
La SCAT (Società Ceirano Automobili Torino) era un'azienda automobilistica fondata nel 1906 a Torino da Giovanni Ceirano.

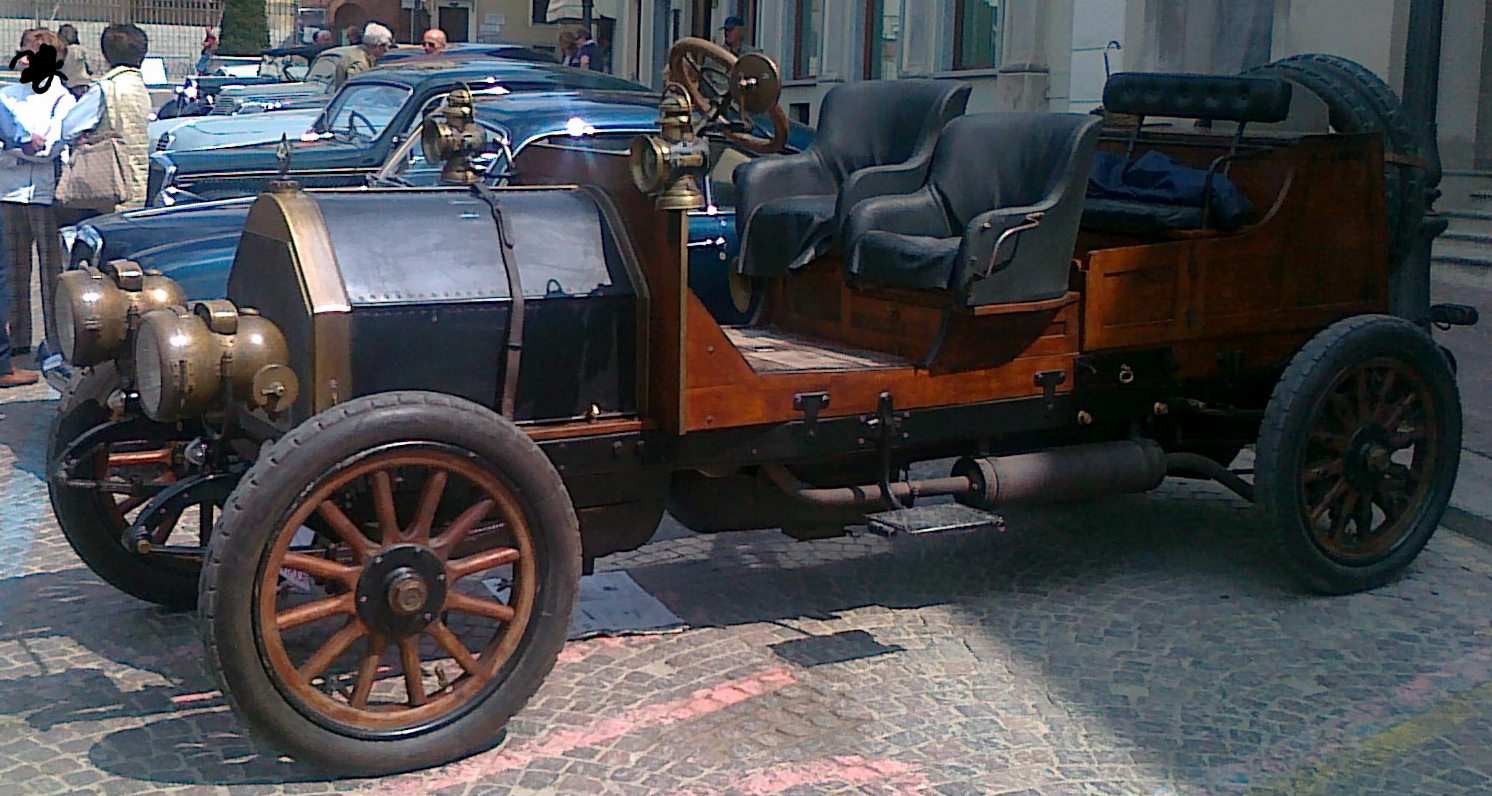
Una SCAT 22-32 HP

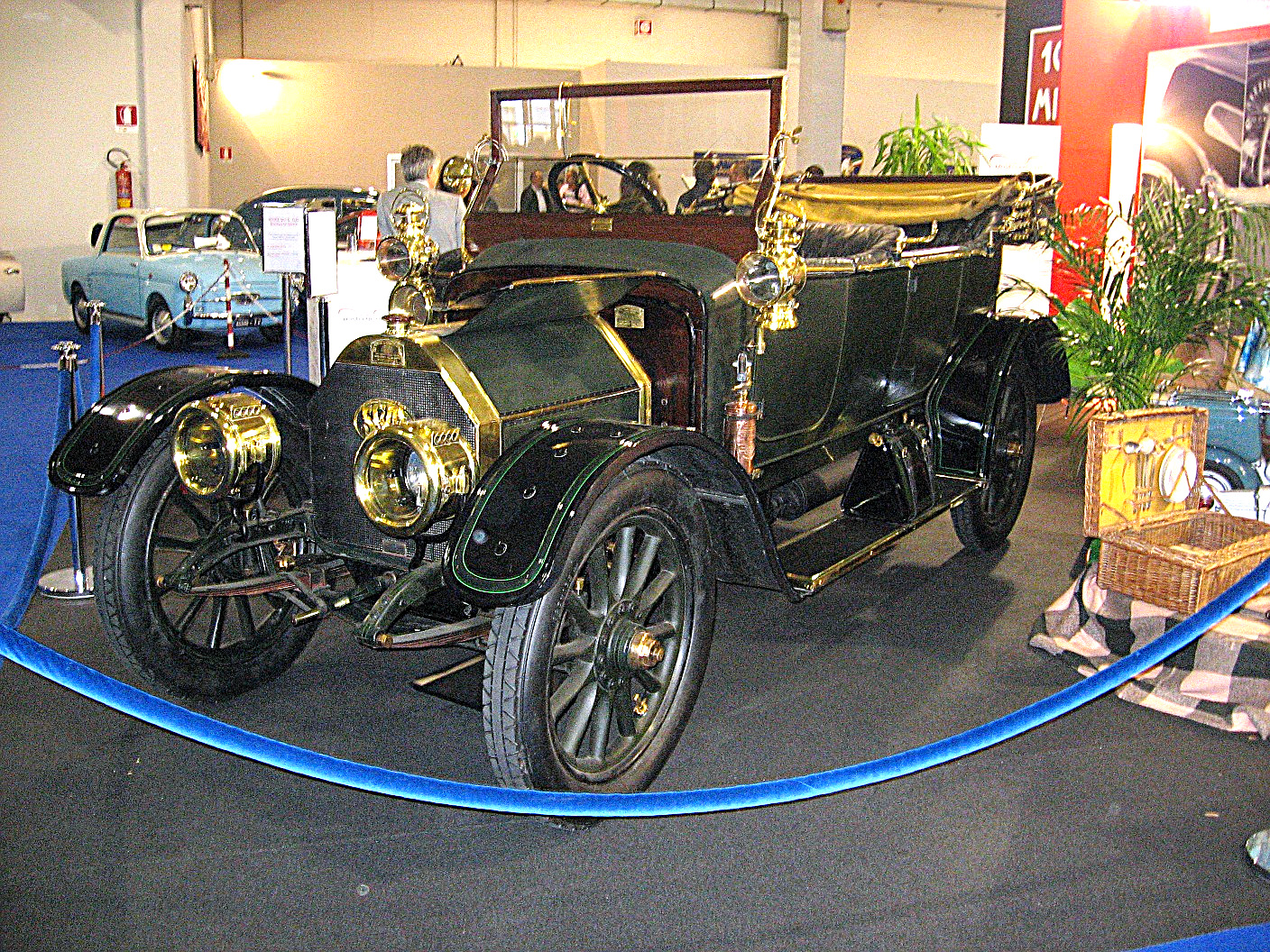
Una SCAT 15-20 HP

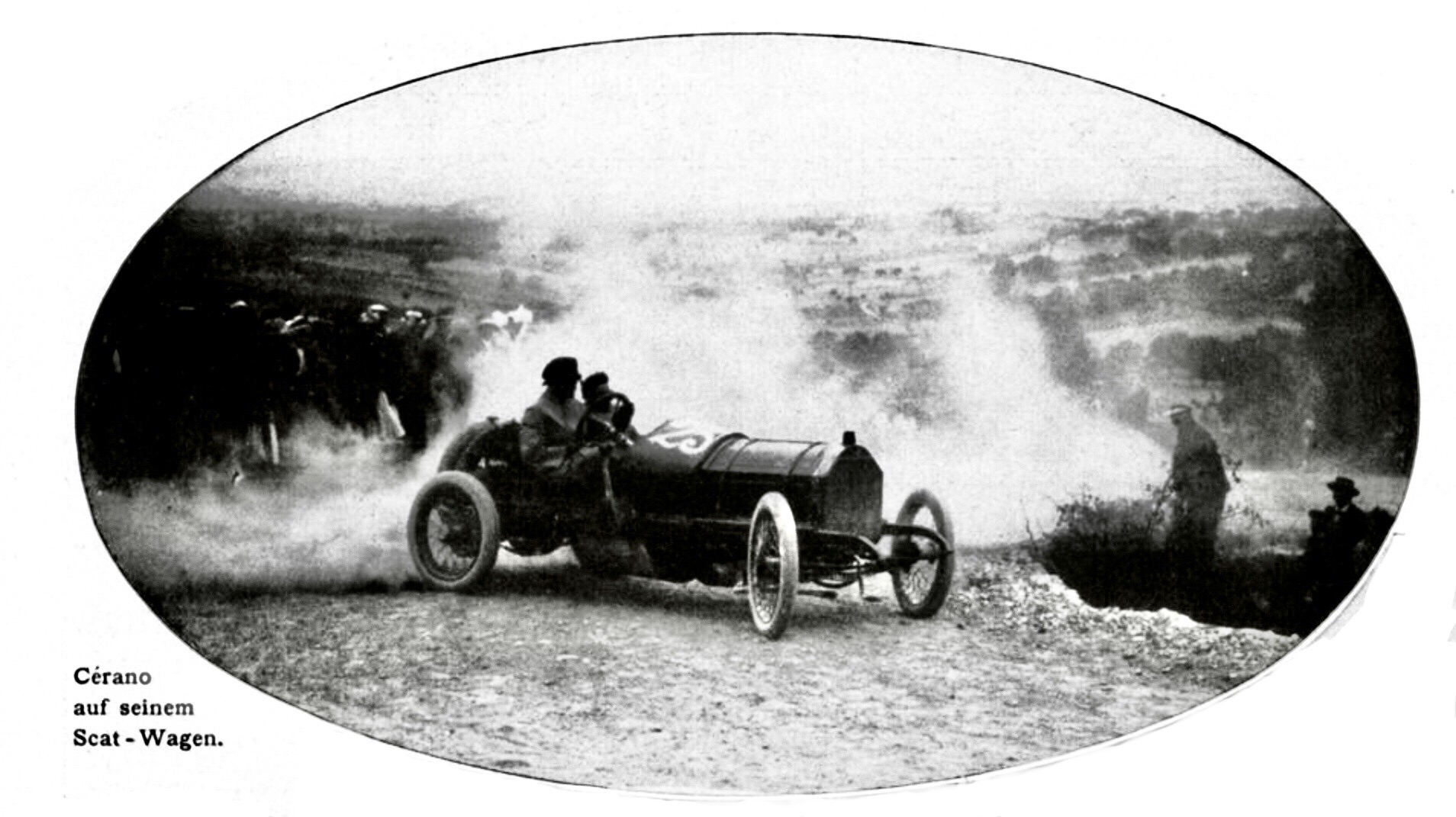
SCAT (Società Ceirano Automobili Torino) 1909.

I primi modelli prodotti dalla SCAT furono la 12 HP, la 16 HP e la 22 HP, nel 1909. Nel decennio successivo, l'azienda si aggiudicò per tre volte la vittoria nella Targa Florio, più precisamente negli anni 1911, 1912 e 1914.
L'azienda fu attiva fino al 1929, quando venne assorbita dalla FIAT. La produzione continuò fino al 1932, quando venne cessata definitivamente.

## Modelli
I 19 modelli prodotti dalla SCAT sono:
| Inizio prod. | Fine prod. | Nome                             | Blocco     | Cilindri   | Cilindrata           |
| ------------ | ---------- | -------------------------------- | ---------- | ---------- | -------------------- |
| 1906         | 1909       | SCAT 12-16 HP                    | Biblocco   | 4 cilindri | 2724 cm³ (85 x 120)  |
| 1907         | 1909       | SCAT 16-20 HP                    | Biblocco   | 4 cilindri | 3190 cm³ (92 x 120)  |
| 1907         | 1909       | SCAT 22-32 HP                    | Biblocco   | 4 cilindri | 3770 cm³ (100 x 120) |
| 1910         | 1911       | SCAT 22-32 HP                    | Biblocco   | 4 cilindri | 4398 cm³ (100 x 140) |
| 1912         | 1914       | SCAT 15-20 HP                    | Monoblocco | 4 cilindri | 2951 cm³ (85 x 130)  |
| 1910         | 1911       | SCAT 15-20 HP                    | Monoblocco | 4 cilindri | 2724 cm³ (85 x 120)  |
| 1912         | 1920       | SCAT 25-35 HP                    | Monoblocco | 4 cilindri | 4712 cm³ (100 x 150) |
| 1912         | 1915       | SCAT 60-75 HP                    | Monoblocco | 4 cilindri | 6284 cm³ (100 x 200) |
| 1914         | 1920       | SCAT 12-18 HP                    | Monoblocco | 4 cilindri | 2120 cm³ (75 x 120)  |
| 1915         | 1916       | SCAT 18-30 HP                    | Monoblocco | 4 cilindri | 3563 cm³ (90 x 140)  |
| 1921         | 1921       | SCAT 18-25 HP                    | Monoblocco | 4 cilindri | 2120 cm³ (75 x 120)  |
| 1922         | 1922       | SCAT 18-25 HP                    | Monoblocco | 4 cilindri | 2220 cm³ (76 x 125)  |
| 1922         | 1922       | SCAT 18-25 HP                    | Monoblocco | 6 cilindri | 2218 cm³ (64 x 115)  |
| 1921         | 1921       | SCAT 30-40 HP                    | Monoblocco | 4 cilindri | 4712 cm³ (100 x 150) |
| 1921         | 1921       | SCAT 120 HP Corsa                | Monoblocco | 4 cilindri | 9236 cm³ (140 x 150) |
| 1922         | 1922       | SCAT 12-16 HP                    | Monoblocco | 4 cilindri | 1551 cm³ (67 x 110)  |
| 1922         | 1922       | SCAT 20-30 HP                    | Monoblocco | 4 cilindri | 2951 cm³ (85 x 130)  |
| 1924         | 1928       | SCAT Ceirano N 150 ("Ceiranina") | Monoblocco | 4 cilindri | 1458 cm³ (65 x 110)  |
| 1924         | 1931       | SCAT Ceirano S 150               | Monoblocco | 4 cilindri | 1458 cm³ (65 x 110)  |
| 1926         | 1928       | SCAT Ceirano 250                 | Monoblocco | 4 cilindri | 2297 cm³ (75 x 130)  |